# Kleinkunstkartoffel

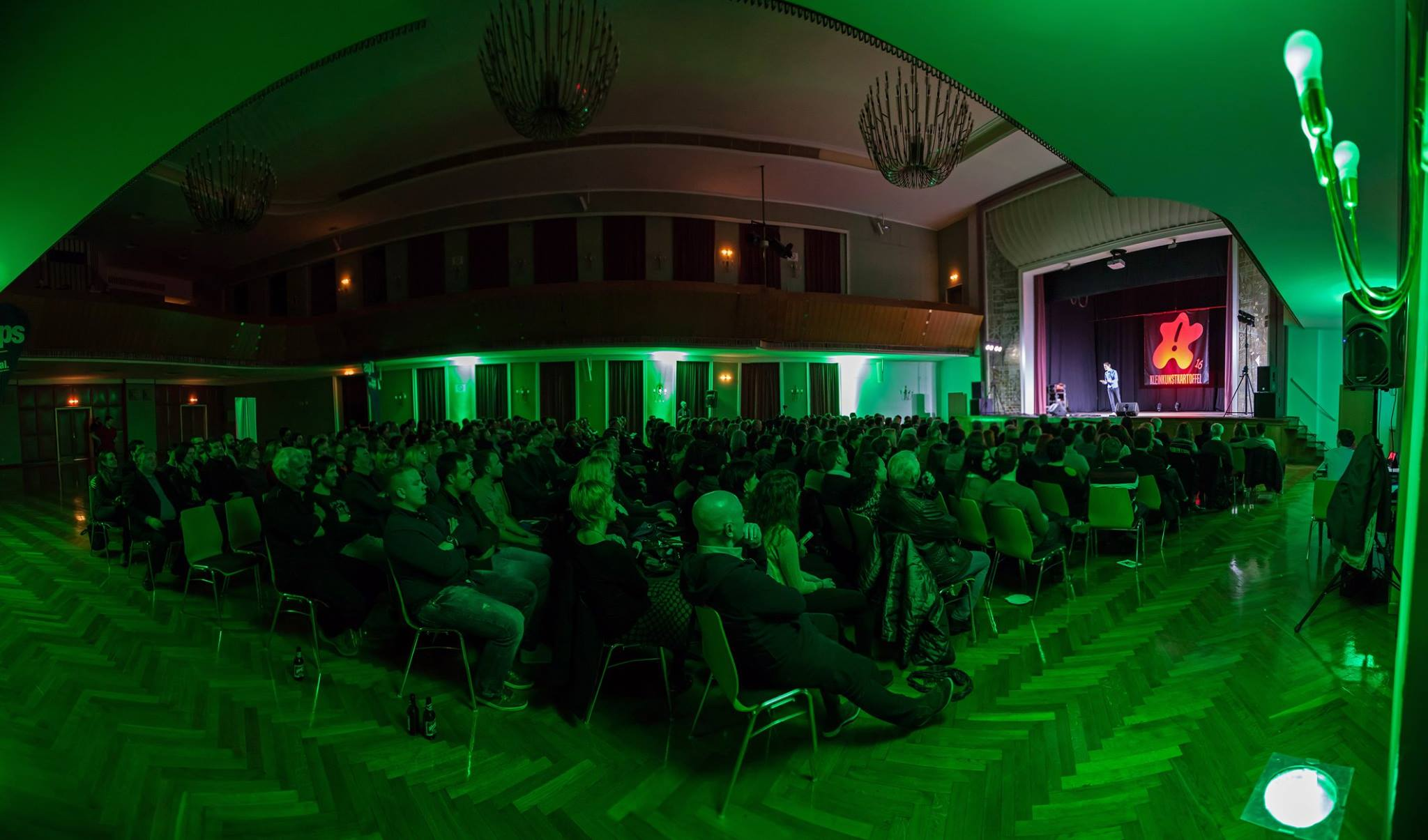
Kleinkunstkartoffel 2016 in der Stadthalle Enns

Die Kleinkunstkartoffel ist ein österreichischer Kabarettpreis, der seit 2008 jedes Jahr in Enns in Oberösterreich vergeben wird. Veranstaltet wird der Preis vom Kulturverein Pa-Events. Die ersten Wettbewerbe fanden im Pfarrsaal Enns-St. Marien statt, später wechselte die Veranstaltung in die Aula des BG/BRG Enns. Inzwischen findet die "Kartoffel" in der Stadthalle Enns statt. Sechs Kabarettistinnen und Kabarettisten bieten alljährlich je zehn Minuten lang Ausschnitte aus ihren Programmen dar. Das Publikum entscheidet per Stimmzettel, wer am besten gefallen hat. Als Preis winken eine Glastrophäe und ein Auftritt im Kulturzentrum d’Zuckerfabrik Enns. Seit 2020 wird die "Kleinkunstkartoffel" auch auf ORF III ausgestrahlt. Moderiert wird die Veranstaltung von Clemens Maria Schreiner.

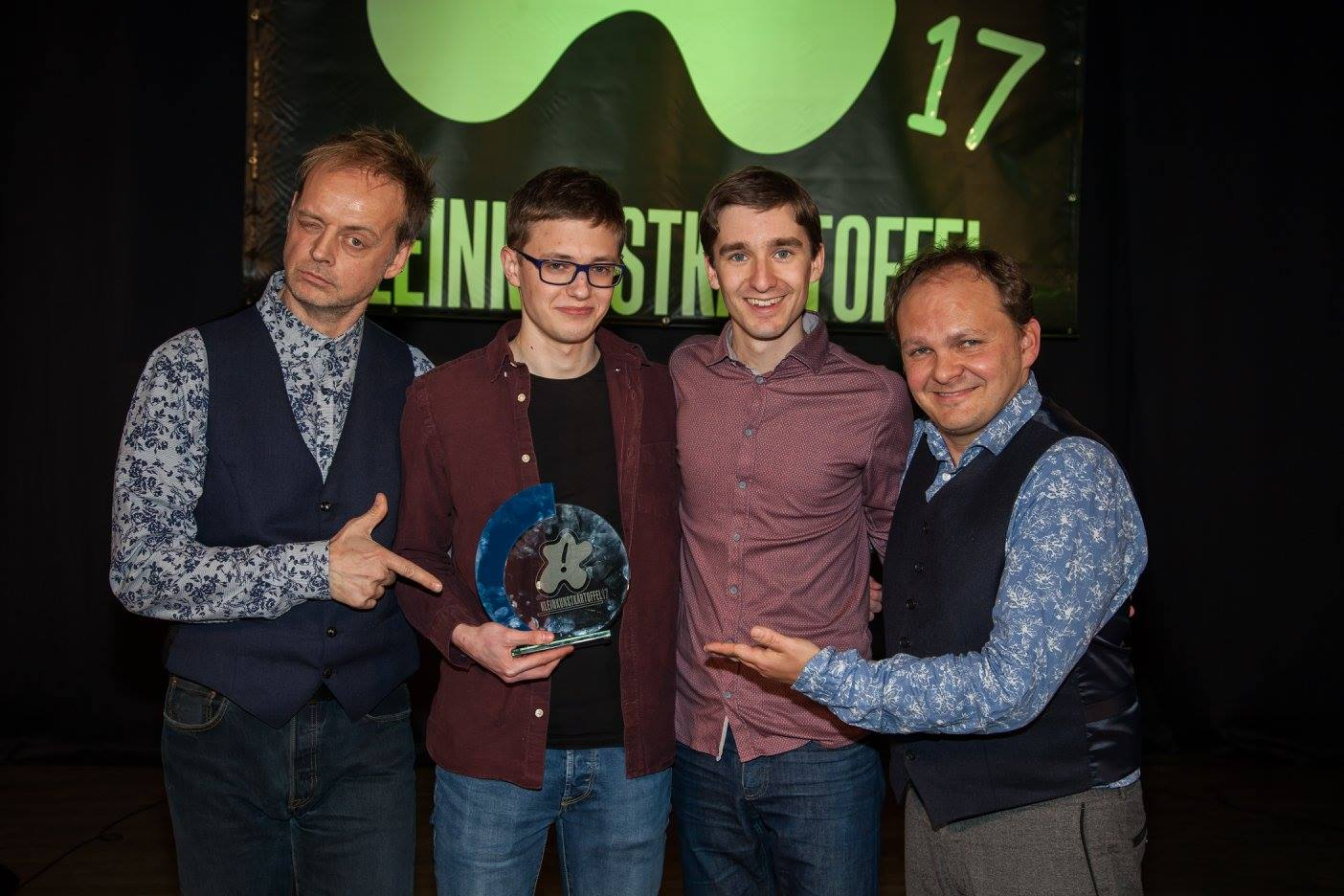
Roland Penzinger, Christof Fritz, Clemens Maria Schreiner, Robert Blöchl bei der Kleinkunstkartoffel 2017

## Bisherige Preisträger
- 2008: BlöZinger
- 2009: Klaus Bandl
- 2010: Michael Eibensteiner
- 2011: Andy Sauerwein
- 2012: Fii (Michael Krappel)
- 2013: Gerafi
- 2014: Rudi Schöller
- 2015: Flo und Wisch[4]
- 2016: Manuel Dospel
- 2017: Christoph Fritz
- 2018: Elli Bauer[5]
- 2019: Manuel Thalhammer
- 2020: Anja Kaller
- 2021: Seppi Neubauer[6]
- 2022: Romeo Kaltenbrunner[7]
- 2023: Bernhard Viktorin[8]
- 2024: Nini Hölzl[9]